# Maria de las Mercedes Orleańska
Maria de las Mercedes Orleańska (ur. 24 czerwca 1860 w Madrycie, zm. 26 czerwca 1878 tamże) – królowa Hiszpanii.

## Życiorys
Była córką Antoniego Orleańskiego, księcia Montpensier oraz jego żony Ludwiki Ferdynandy. Na chrzcie nadano jej imiona: María de las Mercedes Isabel Francisca de Asís Antonia Luisa Fernanda Felipa Amalia Cristina Francisca de Paula Ramona Rita Cayetana Manuela Juana Josefa Joaquina Ana Rafaela Filomena Teresa Santísima Trinidad Gaspara Melchora Baltasara de Todos los Santos. Jej dziadkiem ze strony ojca był król Francji Ludwik Filip I, a dziadkiem ze strony matki król Hiszpanii Ferdynand VII.
Mimo że Mercedes była księżniczką francuską, była również infantką hiszpańską (była siostrzenicą i córką chrzestną królowej Izabeli II, a jej ojciec z okazji ślubu z jej matką otrzymał tytuł Infanta Antoniego Hiszpańskiego). Mercedes całe swoje dzieciństwo spędziła w pałacu San Telmo w Sewilli (w Andaluzji). Jej rodzina nie była mile widziana w Madrycie z powodu ambicji jej ojca zostania królem Hiszpanii. Mercedes była niezwykle blisko ze swoim rodzeństwem, ale szczególnie ze starszym od niej o rok bratem Ferdynandem, który zmarł, kiedy miała 13 lat. Mercedes miała jeszcze dwie starsze ukochane siostry – księżniczkę Izabelę (która w 1864 poślubiła swojego brata stryjecznego Filipa, hrabiego Paryża) i Marię Amelię (zmarłą w 1870, w wieku 19 lat), oraz młodszą siostrę Marię Krystynę (zmarłą niedługo po śmierci Mercedes w 1878).

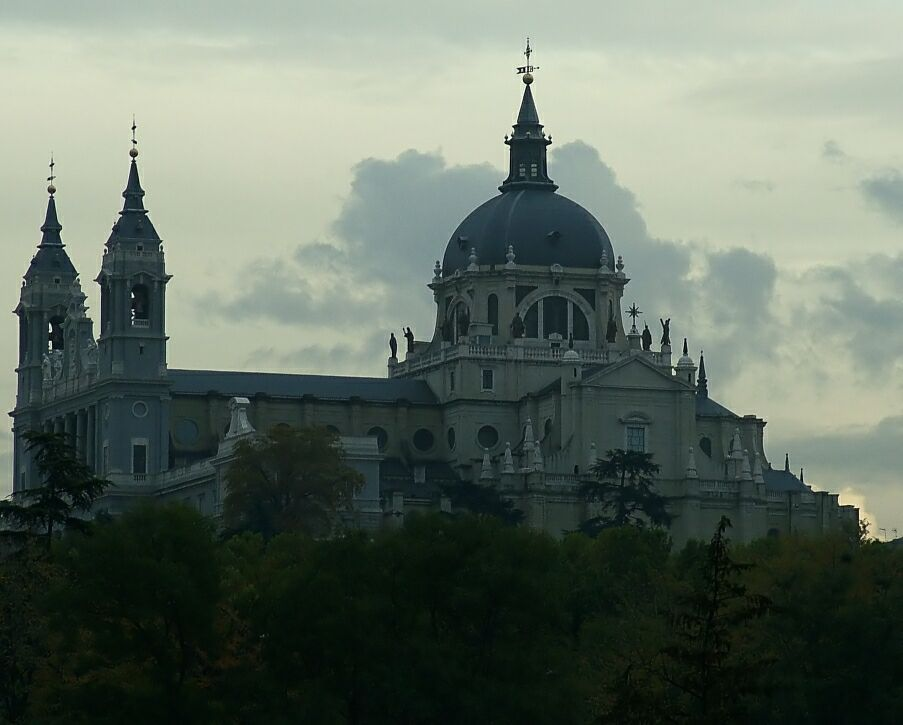
Katedra Alumdena w Madrycie

W latach 60. XIX wieku, w Hiszpanii miał miejsce kryzys demokratyczny, na skutek którego ciotka Mercedes – Izabela II została obalona. Rodzina Mercedes musiała udać się na wygnanie. Właśnie podczas wygnania w 1872, 12-letnia Mercedes spotkała po raz pierwszy swojego brata ciotecznego – Alfonsa, księcia Asturii. Mercedes i Alfons wkrótce pokochali się. W 1876, kiedy Alfons został królem, ogłosił publicznie, że zamierza poślubić 16-letnią Mercedes. Przeciwna temu małżeństwu była większość Rodziny Królewskiej, zwłaszcza królowa Izabela II, która zaplanowała ożenić syna z infantką Blanką (1866–1935), córką jej rywala Karola, księcia Madrytu – karlistowskiego pretendenta do tronu. Jednak Alfons jako król miał decydujące słowo.
23 stycznia 1878 roku Mercedes wyszła za mąż za króla Hiszpanii Alfonsa XII. Zaraz po miesiącu miodowym pary stało się jasne, że Mercedes cierpi na gruźlicę. Małżeństwo potrwało jedynie sześć miesięcy, podczas których Mercedes poroniła. Królowa zmarła dwa dni po swoich osiemnastych urodzinach, nie odzyskawszy przytomności. Alfons bardzo przeżył śmierć żony, ale aby zapewnić ciągłość dynastii, rok później ożenił się po raz drugi, z Marią Krystyną Austriacką.
Mercedes została pochowana w Eskurialu, ale nie w krypcie królewskiej (tam chowane są tylko królowe, które urodziły królów Hiszpanii). Mercedes była inicjatorką wybudowania Katedry Almudena, nowego kościoła naprzeciw Palacio Real, w Madrycie, którego budowę planowano już od XVI wieku.